# Liste der Stolpersteine in Nalbach
Die Liste der Stolpersteine in Nalbach enthält die Stolpersteine, die vom deutschen Künstler Gunter Demnig in der saarländischen Stadt Nalbach verlegt wurden. Stolpersteine sind Opfern des Nationalsozialismus gewidmet, all jenen, die vom NS-Regime deportiert, ermordet, in die Emigration oder in den Suizid getrieben wurden. Demnig verlegt für jedes Opfer einen eigenen Stein, im Regelfall vor dem letzten selbst gewählten Wohnsitz.
Die ersten Verlegungen in Nalbach erfolgten am 11. Mai 2017 statt.

## Verlegte Stolpersteine
In Nalbach wurden bisher zehn Stolpersteine fünf an Stellen verlegt.
| Stolperstein | Übersetzung                                          | Verlegeort                                                                              | Name, Leben |
| ------------ | ---------------------------------------------------- | --------------------------------------------------------------------------------------- | --- |
|              | HIER WOHNTE ROSA BONN JG. 1887 [....]                | Mittelstraße 13 · ggü. Vereinsheim DRK Nalbach ·                                        | Rosa Bonn wurde am 18. September 1887 in Nalbach geboren. Ihre Eltern waren Moses Bonn (1847–1931) und Maria Malchen, geborene Alexander (1853–1927). Sie hatte vier Geschwister, zwei starben im Kleinkindalter. Es überlebten Theresia (1879–1933) und Eduard (1883–1916), der im Ersten Weltkrieg fiel. Rosa Bonn war wohnhaft in Nalbach, Adolf-Hitler-Straße 57 und wurde am 22. Oktober 1940 in das Internierungslager Gurs deportiert, wo sie am 19. März 1942 im Camp de Recebedou ums Leben kam. |
|              | HIER WOHNTE HERMANN KAHN JG. 1864 [....]             | Hubertusstraße 63 ·                                                                     | Hermann Kahn wurde am 28. September 1864 in Nalbach geboren. Seine Eltern waren Jacob Kahn und Johannetta, geborene Levy. Er hatte zwei Geschwister, Sara (geboren 1868) und Isaak (geboren 1874). Hermann Kahn wurde Vieh- und Möbelhändler und heiratete 1892 Karoline Baum. Das Paar bekam fünf Kinder: Johanna Hedwig (geboren 1892), Clémentine (geboren 1893), Camilla (geboren 1896), Max (geboren 1898) und Isaak (geboren 1904). Er wurde am 22. Oktober 1940 zusammen mit seiner Frau in das Camp de Gurs deportiert. Hermann Kahn wurden ebendort am 14. November 1940 ermordet. Seine Frau wurde in das Camp du Récébédou deportiert, sie verlor ihr Leben Juni 1941. Sein Sohn Max war mit seiner Ehefrau Selma, geborene Hanau und seiner Tochter nach Belgien ausgewandert. Er starb 1967 in Anderlecht. Seine Tochter Johanna Hedwig, verheiratete Koschelnig, wurde mit ihren Kindern in das Vernichtungslager Auschwitz deportiert und dort ermordet, ihr Ehemann überlebte, da er zuvor schon das Land verlassen musste, Johanna Hedwig blieb in Deutschland, weil sie ihren Vater pflegte. Clémentine, verheiratete Missy, überlebte die Shoah. Camilla war ab 1940 in verschiedenen Konzentrationslagern und wurde 1945 von der russischen Armee aus Auschwitz befreit. Sie emigrierte 1946 nach Bolivien, später Brasilien, wo sie Max Stöckler heiratete. Erfolgreich machte sie eine Restitutionsklage bezüglich ihres Elternhauses. Ab 1959 lebte sie zusammen mit ihrem Ehemann in Dillingen. Auf ihrem Grab gibt es auch eine Gedenktafel für ihre ermordeten Eltern. |
|              | HIER WOHNTE CHARLOTTE HANAU JG. [....]               | Mühlenstraße 15 ·                                                                       | Charlotte Hanau, geborene Wolff, wurde am 26. Juli 1877 in Nalbach geboren. Ihre Eltern waren Wolfgang Wolff und Sara Eva, geborene Levy. Sie hatte acht Geschwister. Sie heiratete den aus Beaumarais stammenden Simon Hanau. Das Paar bekam vier Kinder, Bernhard (geboren 1906), Leo David (geboren 1908), Julius (geboren 1910), 1920 wurde ein Kind geboren, das nicht überlebte. Im Jahr 1936 emigrierte die Familie nach Monaco. Am 18. September 1942 wurde, Charlotte Hanau und ihr Ehemann von Drancy aus in das Vernichtungslager Auschwitz deportiert. Charlotte Hanau wurde dort am 23. September 1942 ermordet, ihr Ehemann wurde ebenfalls am selben Tag ermordet. Drei ihrer Geschwister haben ebenfalls die Shoah nicht überlebt, Friederika und Hedwig wurden am selben Tag, dem 6. November 1942, in Auschwitz ermordet, ihre Schwester Wilhelmine wurde im Ghetto Riga ermordet. |
|              | HIER WOHNTE SIMON HANAU JG. [....]                   | Mühlenstraße 15 ·                                                                       | Simon Hanau wurde am 31. Dezember 1878 in Beaumarais geboren. Seine Eltern waren Benjamon Hanau und Susanna, geborene Joseph. Er hatte zwei Geschwister, Bernhard und Franziska. Er heiratete Charlotte Wolff, das Paar lebte in Nalbach und bekam vier Kinder, Bernhard (geboren 1906), Leo David (geboren 1908), Julius (geboren 1910), 1920 wurde ein Kind geboren, das nicht überlebte. Im Jahr 1936 emigrierte die Familie nach Monaco. Am 18. September 1942 wurden Simon Hanau und seine Ehefrau von Drancy aus in das Vernichtungslager Auschwitz deportiert. Simon Hanau und seine Frau wurden dort am 23. September 1942 ermordet. Sein Bruder konnte in Angoulême untertauchen, er und seine Familie überlebten die Shoah. |
|              | HIER WOHNTE KAROLINE KAHN GEB. BAUM JG. 1865 [....]  | Hubertusstraße 63 ·                                                                     | Karoline Kahn, geborene Baum, wurde am 25. November 1864 in Thalfang geboren. Ihre Eltern waren Salomon Baum und Karoline Johannette. Sie heiratete 1892 die Möbel- und Viehhändler Hermann Kahn aus Nalbach. Das Paar bekam fünf Kinder: Johanna Hedwig (geboren 1892), Clémentine (geboren 1893), Camilla (geboren 1896), Max (geboren 1898) und Isaak (geboren 1904). Sie wurde am 22. Oktober 1940 zusammen mit ihrem Ehemann in das Camp de Gurs deportiert, wo ihr Mann nur wenige Wochen später ermordet wurde. Sie kam in der Folge in das Camp Du Récébédou. Karoline Kahn verlor ihr Leben auf Grund der Lagerbedingungen am 1. oder 2. Juni 1941 in einem Krankenhaus in Toulouse. Ihre Kinder Johanna Hedwig Koschelnig sowie deren Kinder wurden ebenfalls Opfer der Shoah, alle anderen Kinder überlebten, Camilla in verschiedenen Lagern, alle anderen Kinder waren rechtzeitig geflohen. |
|              | HIER WOHNTE IDA RAHOVSKY GEB. HIRSCH JG. 1901 [....] | Hubertusstraße 44 ·                                                                     | Ida Rahovsky, geborene Hirsch, wurde am 17. November 1901 in Nalbach geboren. Ihre Eltern waren Moses Hirsch (1868–1925) und Johannette, geborene Kahn (1868–1956). Sie hatte fünf Brüder und drei Schwestern. Hirsch wurde Hausfrau und heiratete am 6. März 1923 Markus Rahovsky. Das Paar bekam vier Kinder, darunter Kurt und Loni, später verheiratete Langlet. Ida Rahovsky flüchtete 1935 zusammen mit ihrer Familie nach Frankreich und kam unter falschen Namen (Gerber und Ranty) durch die Besatzungszeit. Ihr Ehemann wurde 1943 in den Osten deportiert und im Vernichtungslager Sobibor ermordet. Sie selbst kehrte nach dem Untergang des NS-Regimes und dem Ende des Zweiten Weltkrieges nach Saarbrücken zurück. Ida Rahovsky starb am 5. November 1961 in Strassburg an Darmkrebs. Ihre Schwester Meta Hirsch wurde 1943 im Vernichtungslager Auschwitz ermordet, ihr Bruder Hugo Hirsch 1944 ebenfalls dort. |
|              | HIER WOHNTE KURT RAHOVSKY JG. 1923 [....]            | Hubertusstraße 44 ·                                                                     | Kurt Rahovsky wurde am 25. Oktober 1923 in Nalbach geboren. Seine Eltern waren Markus Rahovsky und dessen Frau Ida, geborene Hirsch. Er hatte drei Geschwister. Im Jahr 1935 flüchtete er mit seinen Eltern und zumindest seiner Schwester Loni nach Frankreich, 1939 ging die Familie nach Saint-Maur (Indre). Zumindest er, seine Mutter und Loni überlebten die Shoah. Kurt Rahovsky starb am 1. September in Forbach. Er hatte zumindest ein Kind. Sein Vater wurde 1943 im Vernichtungslager Sobibor ermordet. |
|              | HIER WOHNTE LONI RAHOVSKY JG. 1926 [....]            | Hubertusstraße 44 ·                                                                     | Ida Rahovsky wurde am 1. August 1926 in Nalbach geboren. Ihre Eltern waren Markus Rahovsky und dessen Frau Ida, geborene Hirsch. Sie hatte drei Geschwister. Im Jahr 1935 flüchtete sie mit ihren Eltern und zumindest ihrem Bruder Kurt nach Frankreich, 1939 ging die Familie nach Saint-Maur (Indre). Zumindest sie, ihre Mutter und Kurt überlebten die Shoah. Sie heiratete und wurde eine Langlet. Loni Langlet starb am 30. Juli 1984 in Schiltigheim. Ihr Vater wurde 1943 im Vernichtungslager Sobibor ermordet. |
|              | HIER WOHNTE MARKUS RAHOVSKY JG. 1893 [....]          | Hubertusstraße 44 ·                                                                     | Max-Markus Rahovsky wurde am 15. Oktober 1893 in Solotonoscha, damals Zarentum Russland, geboren. Er heiratete am 6. März 1932 Ida Hirsch und lebte mit ihr in Nalbach. Das Paar bekam vier Kinder, darunter Kurt (geboren 1923) und Loni (geboren 1926). Im Jahr 1935 flüchtete die Familien ach Frankreich. Markus Rahovsky wurde am 24. Februar 1943 verhaftet und in das Vernichtungslager Sobibor deportiert und ermordet. Seiner Familie gelang es zu überleben. |
|              | HIER WOHNTE JAKOB ANTON ZIEGLER JG. 1893 [....]      | Jakob-Ziegler Platz · Kreuzung Düppenweiler Straße / Hubertusstraße / Dieffler Straße · | Jakob Anton Ziegler wurde am 15. Juni 1893 in Nalbach geboren. Seine Eltern waren Bernhard Ziegler und dessen Ehefrau Katharina, geborene Klein. Nach dem Abitur studierte er Philosophie und Theologie am Bischöflichen Priesterseminar in Trier, unterbrochen wurde das Studium durch seine Einberufung und er diente als Sanitäter während des 1. Weltkrieges. Im Jahr 1922 wurde er zum Priester geweiht, ab 1931 war er Pfarrer in Langsur an der Sauer. Er engagierte sich gegen Den Nationalsozialismus, 1938 erfolgte seine Ausweisung aus dem Regierungsbezirk Trier durch die Gestapo und er wurde in der Folge als Pfarrer nach Cond an der Mosel versetzt. Auch dort war machte er weiterhin öffentlich Widerstandsarbeit gegen den Nationalsozialismus, dies führte 1941 zu einer erneuten Verhaftung durch die Gestapo und schließlich zu seiner Deportation in das KZ Dachau. Jakob Anton Ziegler verlor dort am 12. Mai 1944 auf Grund der Haftbedingungen sein Leben. Auf seiner Registrierungskarte aus Dachau ist der 12. April 1944 als Todestag angegeben. Jakob Anton Ziegler gilt als Märtyrerpriester der NS-Zeit. Ein weiterer Stolperstein wurde für ihn in Trier verlegt, in Nalbach wurde ein Platz nach ihm benannt und ein Haus errichtet, dass seinen Namen trägt und von der Gemeinde genutzt wird. in Hessisch Lichtenau und in Weyher wurden Straßen nach ihm benannt. |

## Verlegedatum
- 11. Mai 2017